# Orgeln der Jakobikirche (Lübeck)
Die Orgeln der Jakobikirche (Lübeck) sind die vier Orgeln von St. Jakobi zu Lübeck. Die Große Orgel auf der Westempore und die Stellwagen-Orgel an der Nordwand gehen in den ältesten Teilen auf das 15. Jahrhundert zurück. Die Lettnerorgel wurde 2003 im originalen Gehäuse von 1673 rekonstruiert und befindet sich im Südschiff der Kirche. Zudem verfügt St. Jakobi über eine besondere Orgel aus der ersten Hälfte des 20. Jahrhunderts: Im „Distler-Saal“ gegenüber der Kirche wurde die Hausorgel von Hugo Distler, die Paul Ott im Jahr 1938 baute, aufgestellt.

## Große Orgel

### Baugeschichte
Erste Nachrichten über Orgelmusik in Lübeck datieren aus dem 14. Jahrhundert. Die ältesten Bestandteile der heutigen Großen Orgel in St. Jakobi stammen aus der gotischen Blockwerk-Orgel von 1465/66. Erhalten ist auch der gotische Prospekt von 1504. Er bildet das heutige Hauptwerk und wird mit Peter Lasur in Verbindung gebracht. Hans Köster fügte 1573 ein reich verziertes Rückpositiv im Stil der Renaissance hinzu. Genau 100 Jahre später führte Jochim Richborn einen Erweiterungsumbau durch und ergänzte die Orgel um ein Brustwerk und zwei barocke Pedaltürme (1673). Die Orgel verfügte nun über 51 Register und war Richborns größtes Werk. Im Laufe der Jahrhunderte erfolgten verschiedene Anpassungen und klangliche Veränderungen. So platzierte Christoph Julius Bünting in den Jahren 1739 bis 1741 das Brustwerk als Oberwerk hinter dem Hauptwerkgehäuse und erweiterte es um drei Register. Im Pedal ergänzte er eine Posaune 32′.
Ins Auge fällt das Gehäuse, das mit reichem Schnitzwerk verziert ist. Alle Prospektpfeifen sind mit goldfarbenen Gesichtern und Ornamenten um die Labien herum bemalt. Im Rückpositiv sind einige Pfeifen zudem ziseliert oder mit goldenen Masken versehen. In den Pedaltürmen füllen Flammenornamente die Zwischenräume zwischen den Pfeifenfüßen aus.

### Restaurierungen im 20. und 21. Jahrhundert
Auf Veranlassung von Hugo Distler führte Karl Kemper 1935 einen durchgreifenden Umbau im Sinne einer Barockisierung durch. Während des Zweiten Weltkriegs wurde das Instrument in eine zum Bunker umgebaute Seitenkapelle der Kirche ausgelagert. Im Zuge des Wiederaufbaus (1957–1965) erweiterte Emanuel Kemper jun. die Orgel um ein viertes Manual. Die grundlegende Wiederherstellung und Restaurierung in den Jahren 1981 bis 1984 durch Karl Schuke Berliner Orgelbauwerkstatt orientierte sich am Zustand von 1673. Die erhaltene historische Substanz wurde bewahrt und restauriert, verloren gegangene Stimmen rekonstruiert. Maßgeblich waren die erhaltenen Teile von 22 historischen Registern. Zusätzlich wurde ein schwellbares Oberwerk mit französisch-romantischer Ausrichtung gebaut.
2012/2013 erneuerte die Firma Flentrop die Windanlage und schuf vier neue Keilbälge. Neben Reinigungs- und Wartungsmaßnahmen wurde die Intonation der Orgel verbessert und in Zusammenarbeit mit der Firma von Beckerath im Pedal ein Untersatz 32′ ergänzt sowie der Quintbass 10 2⁄3′ durch ein Gedackt 8′ ersetzt.

### Disposition seit 2013
Die heutige Disposition lautet:
| I Rückpositiv C–g3 |       |   |
| Principal          | 08′0  | H |
| Gedackt            | 08′   | H |
| Quintadena         | 08′   | H |
| Octav              | 04′   | H |
| Blockflöte         | 04′   | H |
| Octav              | 02′   | H |
| Quint              | 1 ⁄3′ |   |
| Sesquialtera II0   |       | H |
| Scharff IV–V       |       |   |
| Cymbel III         |       |   |
| Dulcian            | 16′   |   |
| Trechterregal      | 08′   |   |
| Krummhorn          | 08′   |   |
| Tremulant          |       |   |

| II Hauptwerk C–g3 |       |   |
| Principal         | 16′0  | H |
| Octav             | 08′   | H |
| Spillpfeife       | 08′   | H |
| Octav             | 04′   | H |
| Flöte             | 04′   | H |
| Quint             | 2 ⁄3′ | H |
| Octav             | 02′   |   |
| Mixtur VI–VIII0   |       |   |
| Scharff IV–V      |       |   |
| Trompete          | 16′   | H |
| Trompete          | 08′   | H |
| Zink (ab f)       | 08′   | H |

| III Oberwerk C–g3 |        |   |
| Bordun            | 16′0   | H |
| Offenflöte        | 08′    |   |
| Viola da Gamba0   | 08′    |   |
| Schwebung         | 08′    |   |
| Principal         | 04′    |   |
| Querflöte         | 04′    |   |
| Rohrnassat        | 2 ⁄3′  |   |
| Spitzflöte        | 02′    |   |
| Terzflöte         | 1 3⁄5′ |   |
| Sifflöte          | 01′    |   |
| Mixtur V          |        |   |
| Fagott            | 16′    |   |
| Trompete          | 08′    |   |
| Oboe              | 08′    |   |
| Tremulant         |        |   |

| IV Brustwerk C–g3 |        |
| Holzgedackt       | 08′0   |
| Principal         | 04′    |
| Rohrflöte         | 04′    |
| Nassat            | 2 ⁄3′  |
| Octav             | 02′    |
| Waldflöte         | 02′    |
| Terz              | 1 3⁄5′ |
| Quint             | 1 ⁄3′  |
| Scharff IV        |        |
| Vox humana        | 08′    |
| Tremulant         |        |

| Pedal C–f1        |     |   |
| Untersatz         | 32′ |   |
| Principal         | 16′ | H |
| Subbass           | 16′ |   |
| Octav             | 08′ | H |
| Gedackt           | 08′ |   |
| Gemshorn          | 08′ |   |
| Octav             | 04′ |   |
| Gedackt           | 04′ | H |
| Rauschpfeife III0 |     | H |
| Hintersatz IV     |     |   |
| Posaune           | 32′ |   |
| Posaune           | 16′ | H |
| Trompete          | 08′ |   |
| Trompete          | 04′ |   |

- Koppeln: I/II, III/II mechanisch, III/II und III/I elektrisch, IV/II, I/P, II/P, III/P
- Spielhilfen: 4 × 640 Setzerkombinationen, Schweller für III (Jalousien) als Schwelltritt und Registerzug, Schweller für IV (Türen) als Registerzug
- Anmerkungen

H = historisches Pfeifenmaterial

### Bildergalerie

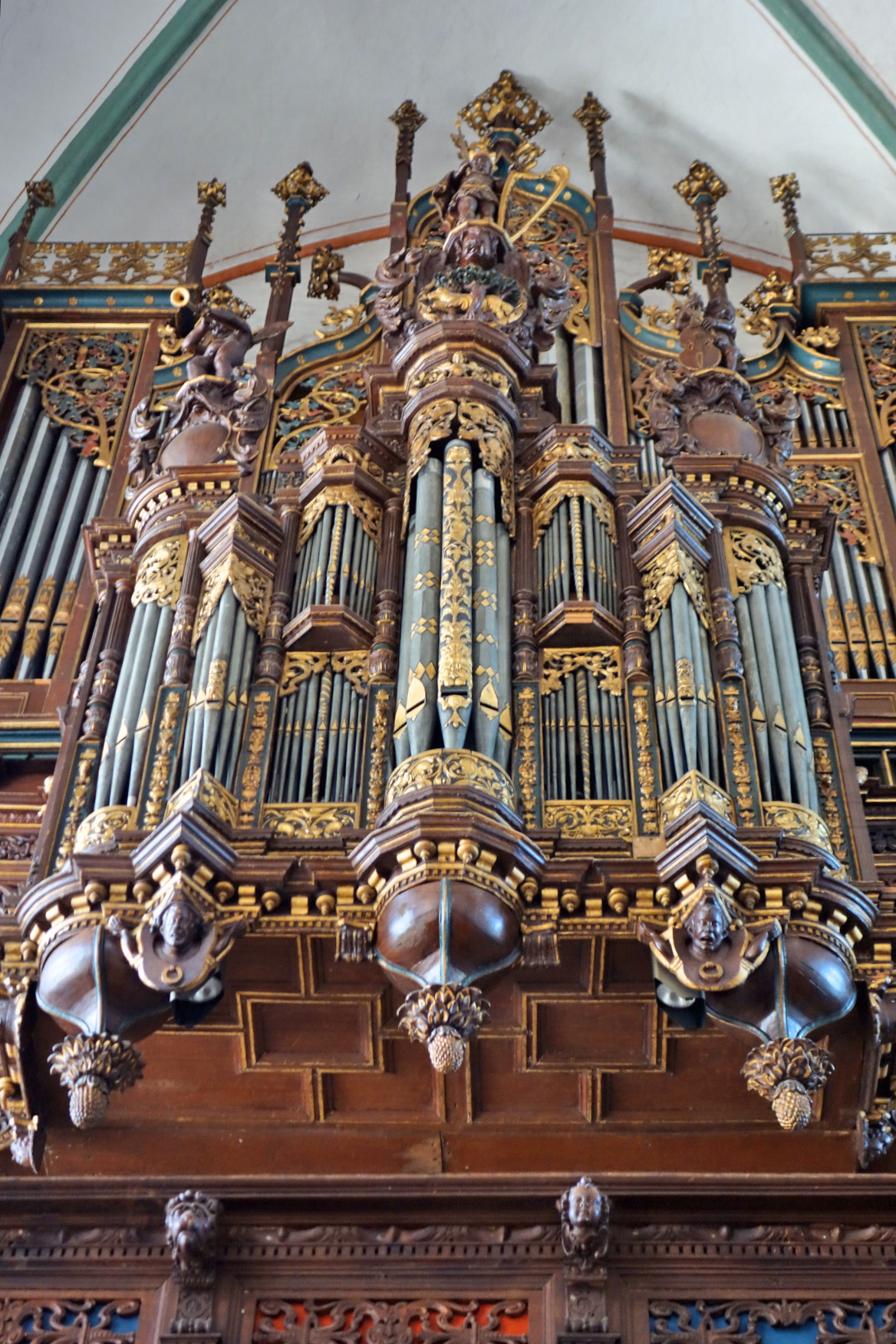
Rückpositiv mit verzierten und ziselierten Pfeifen
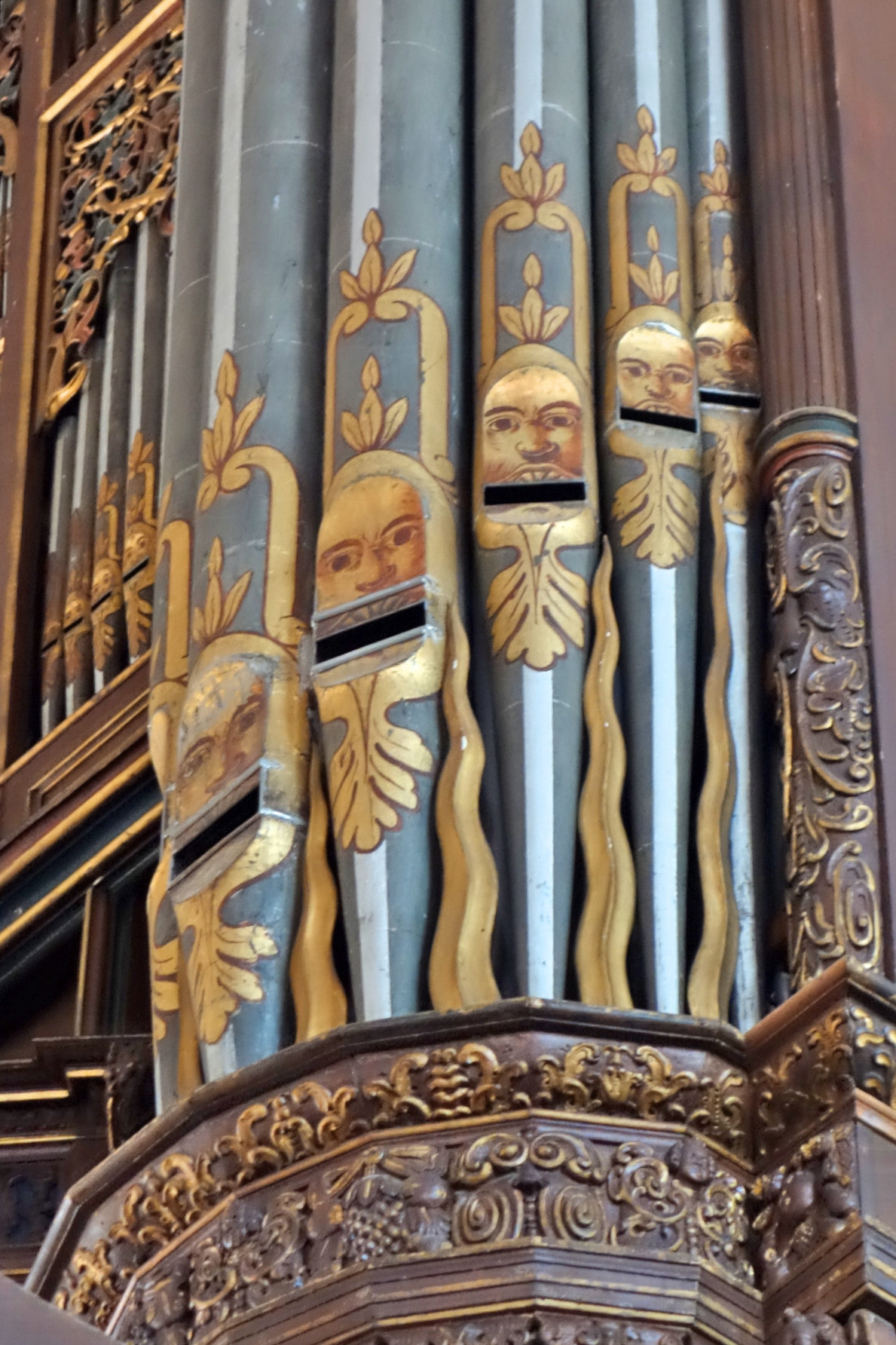
Prospektpfeifen im nördlichen (rechten) Pedalturm mit goldener Bemalung (1896) und Flammenornamenten
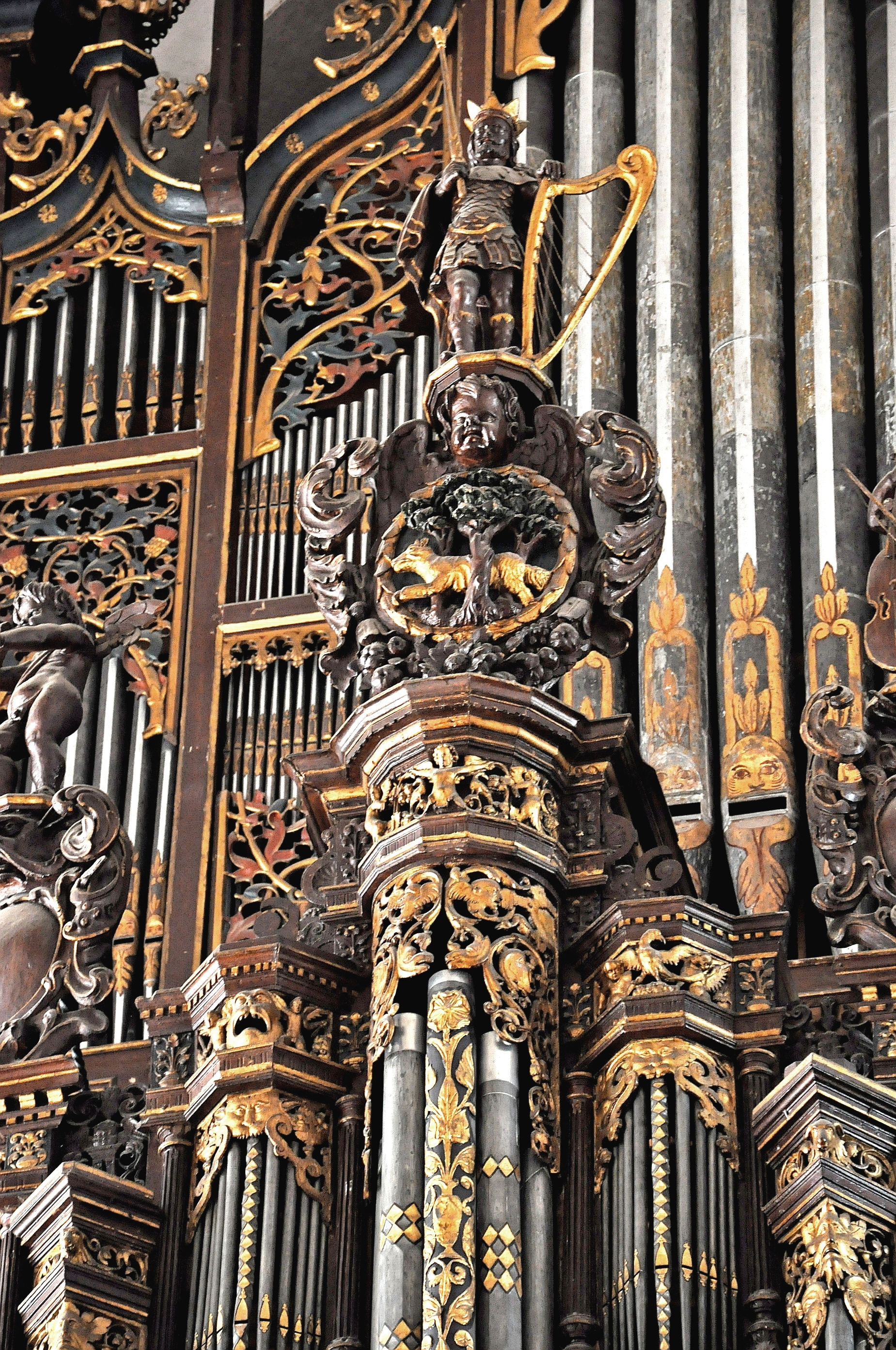
Schnitzwerk auf Rückpositiv: musizierende Putten und Harfe spielender König David
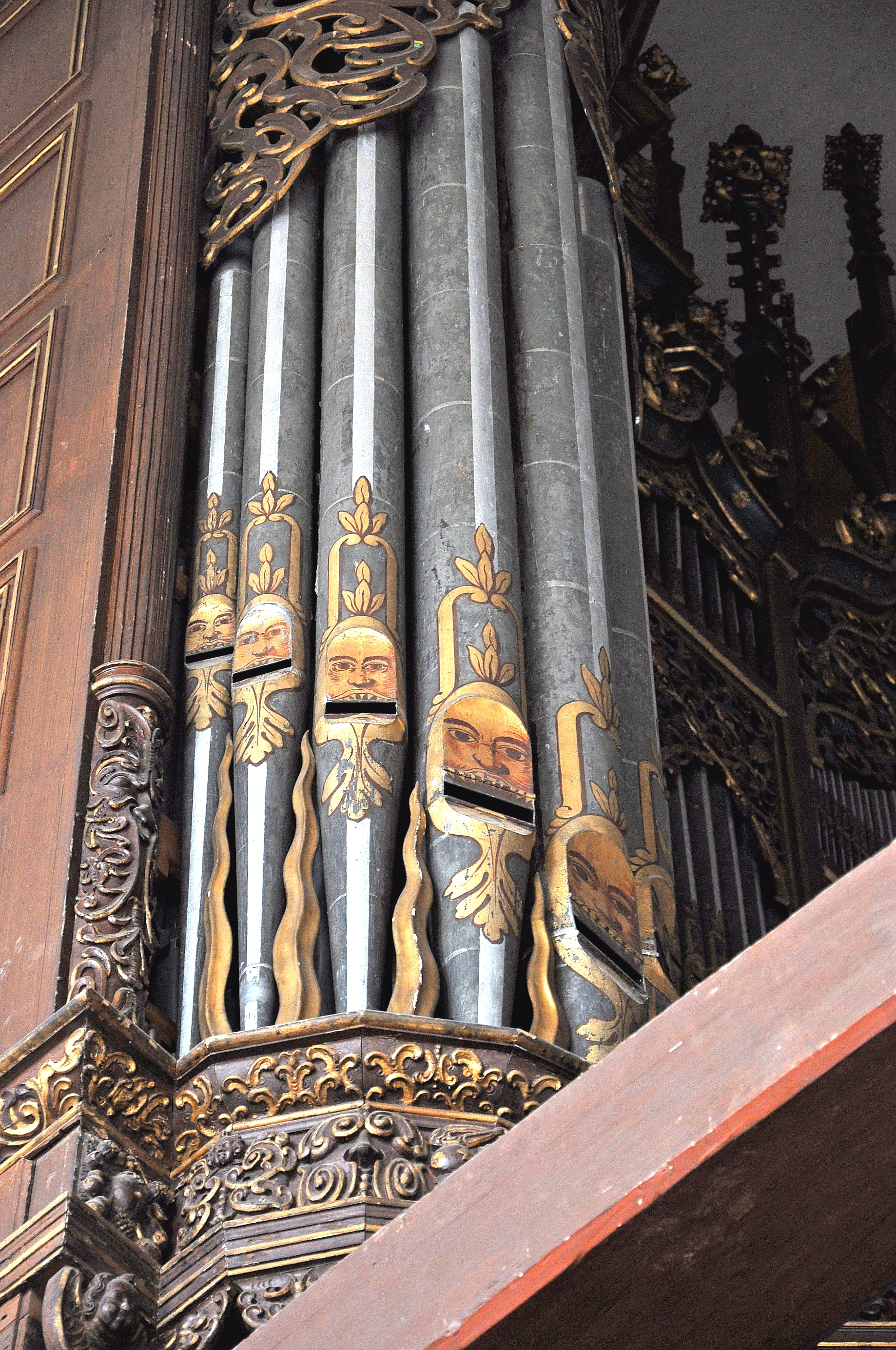
Prospektpfeifen im südlichen (linken) Pedalturm

## Kleine Orgel

### Baugeschichte

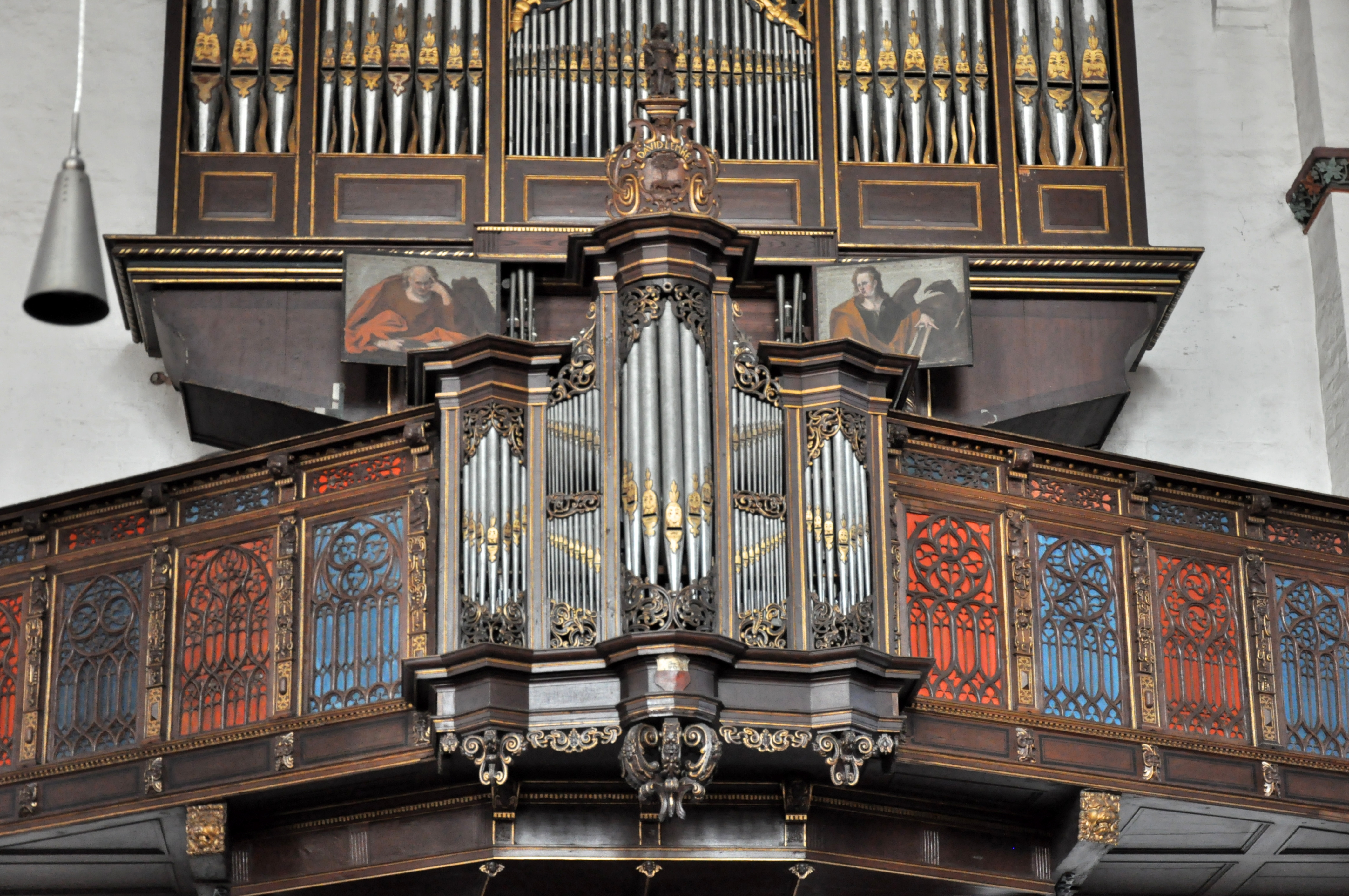
Rückpositiv der Stellwagen-Orgel

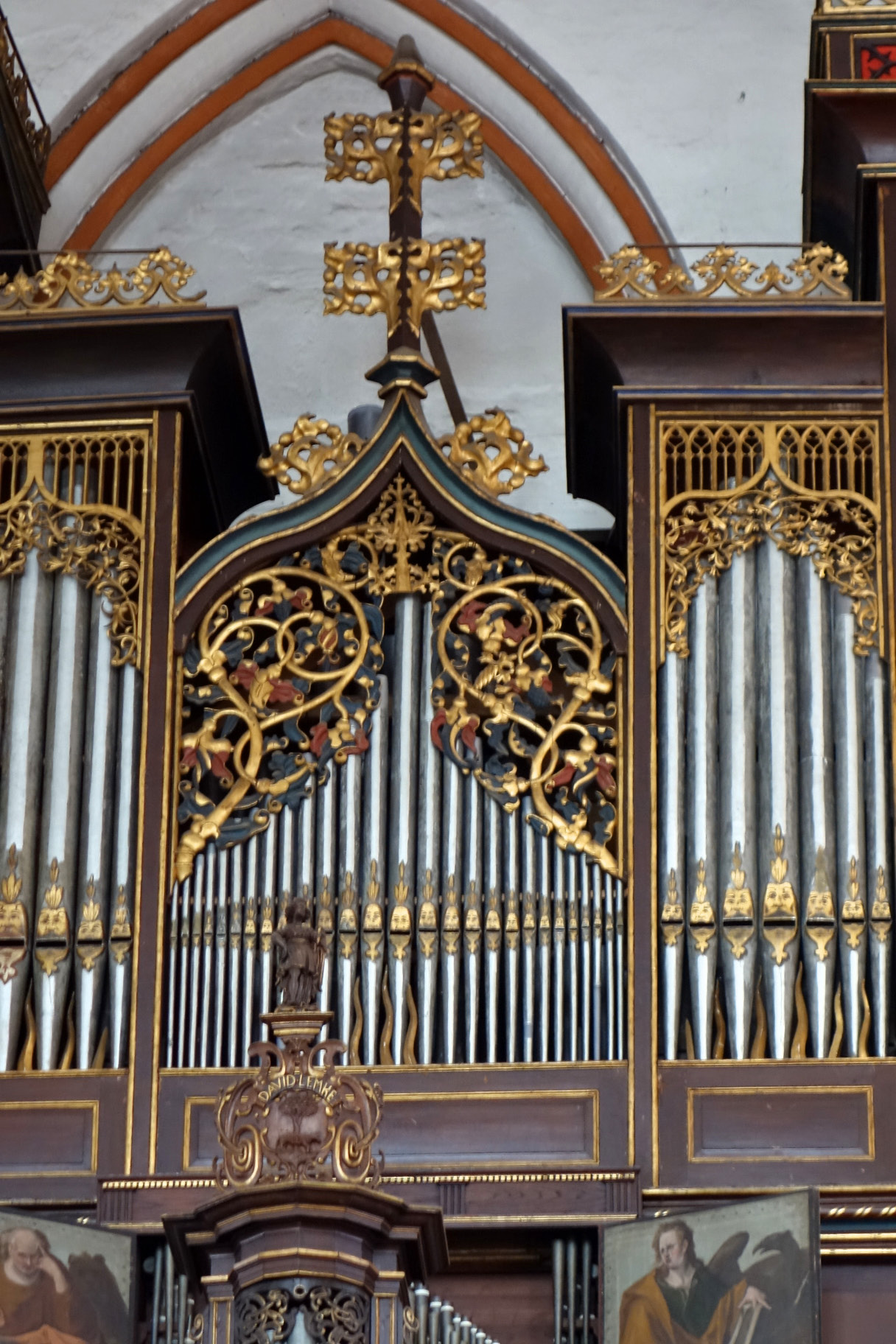
Vergoldetes Schnitzwerk

Neben der Großen Orgel befand sich bereits in gotischer Zeit eine zweite Orgel in der Kirche. 1467/1515 wurde an der Nordwand eine einmanualige Schwalbennestorgel errichtet. Friederich Stellwagen führte 1636–1637 einen Erweiterungsumbau durch und ergänzte Rückpositiv, Brustwerk und ein kleines Pedalwerk hinter dem Hauptwerkgehäuse. Er baute die geteilte gotische Windlade in eine Schleiflade mit zwei Pedaltransmissionen um. Im 19. Jahrhundert wurden einige Register ausgetauscht. Eine Erneuerung der Mechanik erfolgte im Jahr 1935 durch die Firma Kemper, die auch das Pedal erweiterte. Die Wiederaufstellung 1946 nach der Auslagerung (1942) sowie Eingriffe 1961 waren leider mit Veränderungen und Verlust von Originalsubstanz verbunden (Spieltisch und Subbass von 1637). Nach strengen denkmalpflegerischen Grundsätzen restaurierten schließlich die Gebr. Hillebrand die Orgel 1977/1978 auf hohem orgelbautechnischen Niveau und rekonstruierten die Spiel- und Registertraktur, den Spieltisch und den Subbass 16′. Das ohnehin nicht mehr originale Pedalwerk wurde hinsichtlich Tonumfang und Registerzahl gegenüber dem Konzept Stellwagens erweitert und erhielt seinen Standort hinter dem Hauptwerkgehäuse.
Das gotische Hauptwerkgehäuse korrespondiert mit dem der Westorgel. Und wie bei dieser sind auch bei der Stellwagenorgel alle Labien der Pfeifen im Hauptwerk mit goldenen Gesichtern bemalt. Das berühmte Instrument blieb als einzige historische Orgel Lübecks optisch und klanglich weitgehend erhalten. Neben der Schnitger-Orgel in St. Jacobi zu Hamburg und der Totentanzorgel in St. Marien zu Lübeck übte die Stellwagen-Orgel ab der Organistentagung 1925 einen großen Einfluss auf die junge Orgelbewegung aus. Der Komponist Hugo Distler, Jakobiorganist von 1931 bis 1937, ließ sich von ihren alten Klängen inspirieren und veranlasste 1935 den Umbau mit dem Ziel einer Restaurierung. Er bezeichnete die historischen Register als „eine fantastische, hintersinnige, transparente  Klangwelt“. Durch die Schallplattenaufnahmen von Helmut Walcha erlangte die Stellwagenorgel weite Bekanntheit.

### Disposition seit 1978
Die Disposition seit 1978 lautete:
| I Rückpositiv CDEFGA–c3 |     |     |
| Gedackt                 | 8′0 | S   |
| Quintadena              | 8′  | S   |
| Principal               | 4′  | S   |
| Hohlflöte               | 4′  | S   |
| Sesquialtera II0        |     | S/H |
| Scharf III–IV           |     | S   |
| Trechterregal           | 8′  | S   |
| Krummhorn               | 8′  | S   |

| II Hauptwerk CDEFGA–c3 |       |         |
| Principal              | 16′0  | G       |
| Octave                 | 08′   | G       |
| Spillpfeife            | 08′   | S       |
| Octave                 | 04′   | G       |
| Nasat                  | 2 ⁄3′ | 17. Jh. |
| Rauschpfeife II0       |       | G/H     |
| Mixtur IV              |       | H       |
| Trompete               | 08′   | H       |

| III Brustwerk CDEFGA–c3 |     |   |
| Gedackt                 | 8′0 | S |
| Quintadena              | 4′  | S |
| Waldflöte               | 2′  | S |
| Cimbel II               |     | S |
| Regal                   | 8′  | S |
| Schalmei                | 4′  | S |

| Pedal C–d1       |      |     |
| Subbass          | 16′0 | H   |
| Principal        | 08′  | H   |
| Spillpfeife (HW) | 08′  | S   |
| Octave           | 04′  | H   |
| Gedackt          | 04′  | G/H |
| Flöte            | 02′  | H   |
| Rauschpfeife IV0 |      | H   |
| Posaune          | 16′  | H   |
| Trompete (HW)    | 08′  | H   |
| Trompete         | 04′  | H   |
| Regal            | 02′  | H   |

G = Gotisch (1467/1515)
S = Friederich Stellwagen (1636/37)
H = Gebr. Hillebrand (1977/78)
- Koppeln: I/II, III/II (Schiebekoppel), II/P
- Tremulanten für HW/BW, RP und Pedal

### Technische Daten
- Traktur:
  - Tontraktur: Mechanisch
  - Registertraktur: Mechanisch
- Windversorgung:
  - Winddruck: 75 mmWS
- Stimmung:
  - Höhe: ein Ganzton über a1= 440 Hz
  - Temperierte Stimmung (Werckmeister)

## Richborn-Positiv
Neben den beiden historischen Orgeln befindet sich seit 2003 eine Chororgel in St. Jakobi. Nachdem man auf dem sogenannten Uhrenboden über der Sakristei einen Schrank mit der Jahreszahl 1673 entdeckt hatte, ergaben die Nachforschungen, dass es sich um das Gehäuse einer Kleinorgel (Positiv) handelte. Jochim Richborn, der in diesem Jahr seine Umbaumaßnahmen an der Großen Orgel abgeschlossen hatte, erwies sich als Erbauer des Instrumentes. Ursprünglich stand es auf dem Lettner, der, wie in Norddeutschland allgemein üblich, als Sängerempore fungierte. Als der Lettner im Jahr 1844 abgebrochen wurde, wurde die Orgel ihres Innenlebens beraubt. Pfeifenwerk, Windladen, Klaviatur und Balganlage gingen verloren. Der hölzerne Kasten diente fortan als Schrank. 1999/2000 wurde dieses Gehäuse restauriert. Mads Kjersgaard (Dänemark) rekonstruierte das Innenwerk mit acht Registern auf der Grundlage eines erhaltenen Schwesterinstrumentes in Skokloster (Schweden). Die heutige Disposition lautet:
| I Manual CDEFGA–c3 |           |
| Gedact             | 8′        |
| Principal          | 4′        |
| Octava             | 2′        |
| Sedecima           | 1′        |
| Principal D        | 8′        |
| Sesquialter D      | 3′+1 3⁄5′ |
| Quinta B           | 1 ⁄2′     |
| Dulcian B/D        | 8′        |

Anmerkungen
1. ↑  Eichenholz
2. ↑  Eichenholz, Vorschläge aus Birne
3. ↑  Im Prospekt
4. ↑  Ab F volle Länge, CDE gekürzt

## Hugo-Distler-Hausorgel

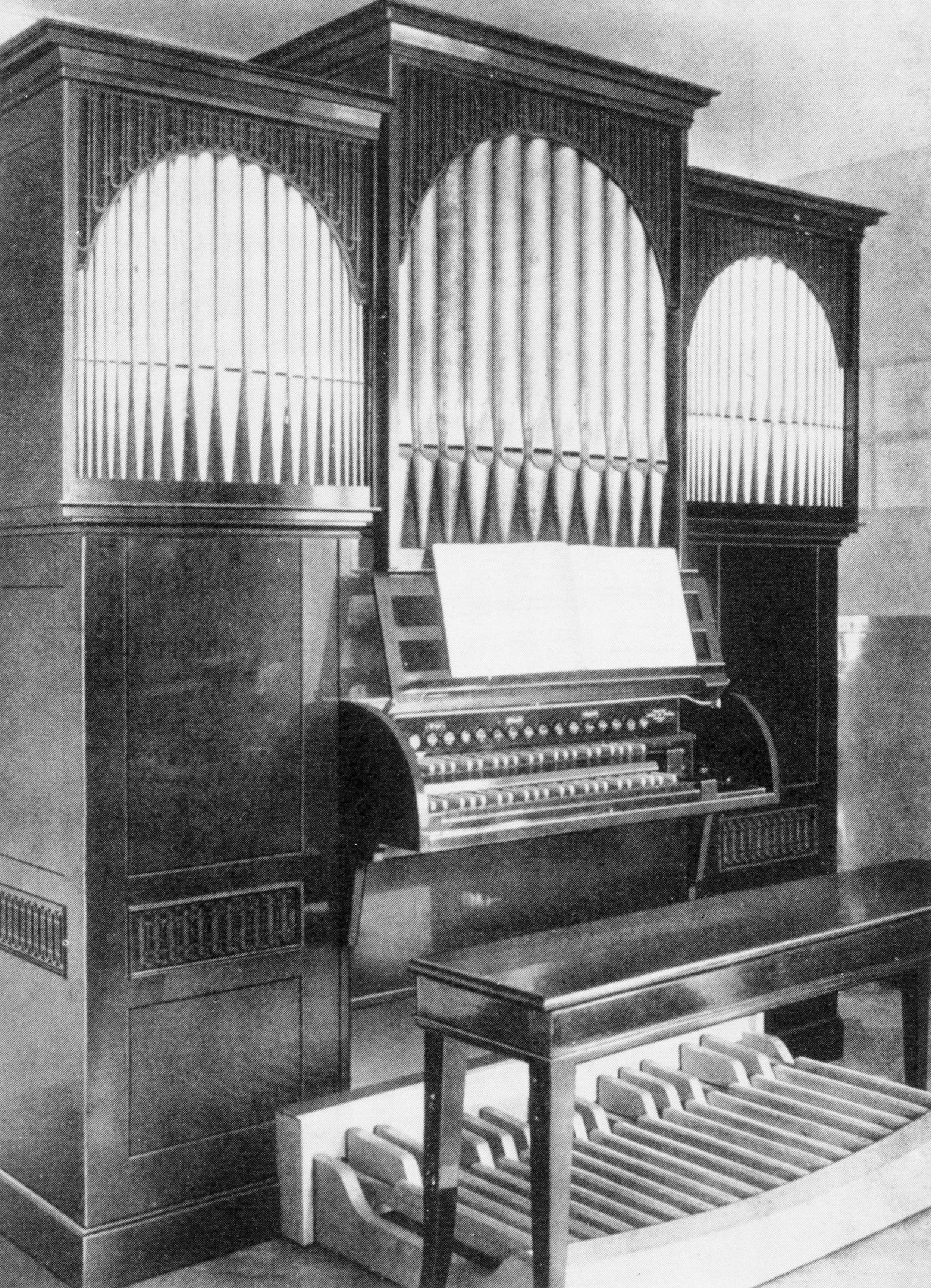
Hugo-Distler-Hausorgel von 1938

Paul Ott baute 1938 für Hugo Distler in Stuttgart eine zweimanualige Hausorgel, deren Prospekt mit drei Rundbogen Helmut Bornefeld entwarf. Im Jahr 1945 wurde ein Subbass 16′ ergänzt, 1950 ein Gedacktpommer 8′. Nach verschiedenen Stationen gelangte die Orgel 1957 in die Lübecker St.-Jürgen-Kapelle und 1976 nach St. Jakobi, wo sie im Distler-Saal der Jakobikirche ihren Aufstellungsort fand. Im Jahr 1992 folgte eine Restaurierung durch die Firma Karl Schuke, eine weitere 2012 durch Reinalt Johannes Klein. Das Instrument verfügt über 17 Register auf zwei Manualen und Pedal mit folgender Disposition:
| I Hauptwerk C–d3  |       |
| Lieblich Gedackt0 | 8′    |
| Prinzipal         | 4′    |
| Nasat             | 2 ⁄3′ |
| Waldflöte         | 2′    |
| Zimbel II–III     |       |

| II Oberwerk C–d3      |       |
| Gedacktpommer (1950)0 | 8′    |
| Gedacktflöte          | 4′    |
| Prinzipal             | 2′    |
| Quinte                | 1 ⁄3′ |
| Oktave                | 1′    |
| Terz I (repetierend)  | 4⁄5′  |
| Holzregal             | 8′    |
| Tremulant             |       |

| Pedal C–f1                          |        |
| Subbass (1945)                      | 16′    |
| Gedackt                             | 08′    |
| Rohrflöte                           | 04′    |
| Rauschpfeife II                     | 02 ⁄3′ |
| Trichterdulzian (im Schwellkasten)0 | 16′    |

- Koppeln: II/I, I/P, II/P

## Liste der Organisten
- 1573 und 1584–1594 Kaspar Brotschat († 1594)
- 1594–1629 Lazarus Namudadewitz († 1629)
- 1630–1650 Jo(a)chim Vogel (ab 1635 auch Werkmeister)
- 1652–1686 Johann Schleet († 1690)
- 1686–1708 Peter Hasse der Jüngere (1640–1708)
- 1709–1734 Hans Hermann Steffens
- 1735–1736 Johann Christian Mengs († 1736)
- 1737–1740 Georg Wilhelm Saxer († 1740)
- 1743–1774 Caspar Georg Sellschopp (1712–1774)
- 1774–1796 Johann Friedrich Gottlieb Westenholz (1727–1796)
- 1797–1802 Johann Georg Witthauer (1750/1751–1802)
- 1802–1835 Matthias Andreas Bauck (1765–1835)
- 1835–1848? Johann Joachim Diedrich Stiehl (1800–1872)
- 1864–1892 Heinrich Schmahl
- 1872–1930 Emanuel Kemper (1844–1933)
- 1931–1937 Hugo Distler (1908–1942)
- 1937–1968 Johannes Brenneke (1904–1968)
- 1968–1971 Manfred Kluge (1928–1971)
- 1972–1976 Hans-Jürgen Schnoor (* 1946)
- 1977–2005 Armin Schoof (* 1940)
- seit 2005 Arvid Gast (* 1962) als Titularorganist
- 2009–2012 Ulf Wellner (* 1977)